# Apolania segmentata
Genre
Espèce
Statut de conservation UICN

 CR B1ab(iii) : 
En danger critique
Apolania segmentata, unique représentant du genre Apolania, est une espèce d'araignées aranéomorphes de la famille des Ctenidae.

## Distribution
Cette espèce est endémique des Seychelles. Elle se rencontre sur Mahé entre 350 et 600 m d'altitude sur le Morne Blanc.

## Description
Le mâle holotype mesure 4 mm.

## Publication originale
- Simon, 1898 : Études arachnologiques. 29e Mémoire. XLVI. Arachnides recueillis en 1895 par M. le Dr A. Brauer (de l'université de Marbourg) aux îles Séchelles. Annales de la Société entomologique de France, vol. 66, p. 370-388 (texte intégral).